# 1904年セントルイスオリンピックのギリシャ選手団
1904年セントルイスオリンピックのギリシャ選手団（1904ねんセントルイスオリンピックのギリシャせんしゅだん）は、1904年7月1日から11月23日にかけてアメリカ合衆国のミズーリ州セントルイスで開催された1904年セントルイスオリンピックのギリシャ選手団、およびその競技結果。

## 概要
今大会は金メダル1個、銅メダル1個の合計2個のメダルを獲得した。

## メダル
| メダル | 選手名                     | 競技                 | 種目       |
| ------ | -------------------------- | -------------------- | ---------- |
| 金     | ペリクレス・カコウシス     | ウエイトリフティング | 男子両手   |
| 銅     | ニコラオス・ゲオルガンタス | 陸上                 | 男子円盤投 |